# Dario Krešić
Dario Krešić (Vukovar, 11 gennaio 1984) è un ex calciatore croato, di ruolo portiere.